# Джузеппе Джанніні
Джузеппе Джанніні (італ. Giuseppe Giannini, * 20 серпня 1964, Рим) — колишній італійський футболіст, півзахисник. По завершенні ігрової кар'єри — футбольний тренер.
Як гравець насамперед відомий виступами за клуб «Рома», а також національну збірну Італії.
Чемпіон Італії. Триразовий володар Кубка Італії.

## Клубна кар'єра
Вихованець юнацьких команд футбольних клубів «Альмас Рома» та «Рома».
У дорослому футболі дебютував 1981 року виступами за команду клубу «Рома», в якій провів п'ятнадцять сезонів, взявши участь у 318 матчах чемпіонату. Більшість часу, проведеного у складі «Роми», був основним гравцем команди. За цей час виборов титул чемпіона Італії, ставав володарем Кубка Італії (тричі).
Згодом з 1996 по 1997 рік грав у складі команд клубів «Штурм» (Грац) та «Наполі». Виступаючи в Австрії здобув титули володаря Кубка Австрії та Суперкубка Австрії.
Завершив професійну ігрову кар'єру у клубі «Лечче», за команду якого виступав протягом 1998—1999 років.

## Виступи за збірні
Протягом 1984—1986 років залучався до складу молодіжної збірної Італії. На молодіжному рівні зіграв у 16 офіційних матчах, забив 1 гол.
1987 року дебютував в офіційних матчах у складі національної збірної Італії. Протягом кар'єри у національній команді, яка тривала 5 років, провів у формі головної команди країни 47 матчів, забивши 6 голів. У складі збірної був учасником чемпіонату Європи 1988 року у ФРН, на якому команда здобула бронзові нагороди, а також домашнього чемпіонату світу 1990 року, де італійці також фінішували третіми.

## Кар'єра тренера
Розпочав тренерську кар'єру, повернувшись до футболу після невеликої перерви, 2004 року, очоливши тренерський штаб клубу «Фоджа».
В подальшому очолював команди клубів «Самбенедеттезе», «Арджеш» (Румунія), «Массезе», «Галліполі», «Верона» і «Гроссето».
Згодом протягом 2013–2015 років працював зі збірною Лівану.
| Дата       | Місто              | Господарі         | Результат             | Гості          | Турнір                    | Голи | Примітки  |
| ---------- | ------------------ | ----------------- | --------------------- | -------------- | ------------------------- | ---- | --------- |
| 06/12/1986 | Валетта            | Мальта            | 0 – 2                 | Італія         | Відбір до ЧЄ 1988         | -    |           |
| 24/01/1987 | Бергамо            | Італія            | 5 – 0                 | Мальта         | Відбір до ЧЄ 1988         | -    |           |
| 14/02/1987 | Лісабон            | Португалія        | 0 – 1                 | Італія         | Відбір до ЧЄ 1988         | -    |           |
| 18/04/1987 | Кельн              | ФРН               | 0 – 0                 | Італія         | товариський матч          | -    |           |
| 28/05/1987 | Осло               | Норвегія          | 0 – 0                 | Італія         | товариський матч          | -    |           |
| 03/06/1987 | Стокгольм          | Швеція            | 1 – 0                 | Італія         | Відбір до ЧЄ 1988         | -    |           |
| 10/06/1987 | Цюрих              | Італія            | 3 – 1                 | Аргентина      | товариський матч          | -    |           |
| 23/09/1987 | Піза               | Італія            | 1 – 0                 | Югославія      | товариський матч          | -    |           |
| 17/10/1987 | Берн               | Швейцарія         | 0 – 0                 | Італія         | Відбір до ЧЄ 1988         | -    |           |
| 14/11/1987 | Неаполь            | Італія            | 2 – 1                 | Швеція         | Відбір до ЧЄ 1988         | -    |           |
| 05/12/1987 | Мілан              | Італія            | 3 – 0                 | Португалія     | Відбір до ЧЄ 1988         | 1    |           |
| 20/02/1988 | Барі               | Італія            | 4 – 1                 | СРСР           | товариський матч          | -    |           |
| 31/03/1988 | Спліт              | Югославія         | 1 – 1                 | Італія         | товариський матч          | -    |           |
| 27/04/1988 | Люксембург         | Люксембург        | 0 – 3                 | Італія         | товариський матч          | -    |           |
| 04/06/1988 | Брешія             | Італія            | 0 – 1                 | Уельс          | товариський матч          | -    |           |
| 10/06/1988 | Дюссельдорф        | ФРН               | 1 – 1                 | Італія         | ЧЄ 1988 - 1-й етап        | -    |           |
| 14/06/1988 | Франкфурт-на-Майні | Італія            | 1 – 0                 | Іспанія        | ЧЄ 1988 - 1-й етап        | -    |           |
| 17/06/1988 | Кельн              | Італія            | 2 – 0                 | Данія          | ЧЄ 1988 - 1-й етап        | -    |           |
| 22/06/1988 | Штутгарт           | СРСР              | 2 – 0                 | Італія         | ЧЄ 1988 - півфінал        | -    |           |
| 19/10/1988 | Пескара            | Італія            | 2 – 1                 | Норвегія       | товариський матч          | 1    |           |
| 16/11/1988 | Рим                | Італія            | 1 – 0                 | Нідерланди     | товариський матч          | -    |           |
| 22/12/1988 | Перуджа            | Італія            | 2 – 0                 | Шотландія      | товариський матч          | 1    |           |
| 22/02/1989 | Піза               | Італія            | 1 – 0                 | Данія          | товариський матч          | -    |           |
| 25/03/1989 | Відень             | Австрія           | 0 – 1                 | Італія         | товариський матч          | -    |           |
| 29/03/1989 | Сібіу              | Румунія           | 1 – 0                 | Італія         | товариський матч          | -    |           |
| 22/04/1989 | Верона             | Італія            | 1 – 1                 | Уругвай        | товариський матч          | -    |           |
| 26/04/1989 | Таранто            | Італія            | 4 – 0                 | Угорщина       | товариський матч          | -    |           |
| 20/09/1989 | Чезена             | Італія            | 4 – 0                 | Болгарія       | товариський матч          | -    |           |
| 14/10/1989 | Болонья            | Італія            | 0 – 1                 | Бразилія       | товариський матч          | -    |           |
| 11/11/1989 | Віченца            | Італія            | 1 – 0                 | Алжир          | товариський матч          | -    |           |
| 15/11/1989 | Лондон             | Англія            | 0 – 0                 | Італія         | товариський матч          | -    |           |
| 21/12/1989 | Кальярі            | Італія            | 0 – 0                 | Аргентина      | товариський матч          | -    |           |
| 21/02/1990 | Роттердам          | Нідерланди        | 0 – 0                 | Італія         | товариський матч          | -    |           |
| 31/03/1990 | Базель             | Швейцарія         | 0 – 1                 | Італія         | товариський матч          | -    |           |
| 09/06/1990 | Рим                | Італія            | 1 – 0                 | Австрія        | ЧС 1990 - 1-й етап        | -    |           |
| 14/06/1990 | Рим                | Італія            | 1 – 0                 | США            | ЧС 1990 - 1-й етап        | 1    |           |
| 19/06/1990 | Рим                | Італія            | 2 – 0                 | Чехословаччина | ЧС 1990 - 1-й етап        | -    |           |
| 25/06/1990 | Рим                | Італія            | 2 – 0                 | Уругвай        | ЧС 1990 - 1/8 фіналу      | -    |           |
| 30/06/1990 | Рим                | Італія            | 1 – 0                 | Ірландія       | ЧС 1990 - чвертьфінал     | -    |           |
| 03/07/1990 | Неаполь            | Аргентина         | 1 – 1 д.ч. (4-3 п.п.) | Італія         | ЧС 1990 - півфінал        | -    |           |
| 07/07/1990 | Барі               | Італія            | 2 – 1                 | Англія         | ЧС 1990 - матч за 3 місце | -    | 3-є місце |
| 17/10/1990 | Будапешт           | Угорщина          | 1 – 1                 | Італія         | Відбір до ЧЄ 1992         | -    |           |
| 01/05/1991 | Салерно            | Італія            | 3 – 1                 | Угорщина       | Відбір до ЧЄ 1992         | -    |           |
| 12/06/1991 | Мальме             | Італія            | 2 – 0 д.ч.            | Данія          | Scania Cup                | -    |           |
| 16/06/1991 | Стокгольм          | Італія            | 1 – 1 д.ч. (3-2 п.п.) | СРСР           | Scania Cup                | 1    |           |
| 25/09/1991 | Софія              | Болгарія          | 2 – 1                 | Італія         | товариський матч          | 1    |           |
| 12/10/1991 | Москва             | СРСР              | 0 – 0                 | Італія         | Відбір до ЧЄ 1992         | -    |           |
| Усього     |                    | Матчів (47 місце) | 47                    |                | Голів (58 місце)          | 6    |           |

## Титули і досягнення

### Як гравця
- Чемпіон Італії (1):

«Рома»: 1982–83
- Володар Кубка Італії (3):

«Рома»: 1983–84, 1985–86, 1990–91
- Володар Кубка Австрії (1):

«Штурм» (Грац): 1997
- Володар Суперкубка Австрії (1):

«Штурм» (Грац): 1996
- Чемпіон Європи (U-16): 1982
- Бронзовий призер чемпіонату світу: 1990